# St.-Georgs-Kapelle (Lutterbeck)

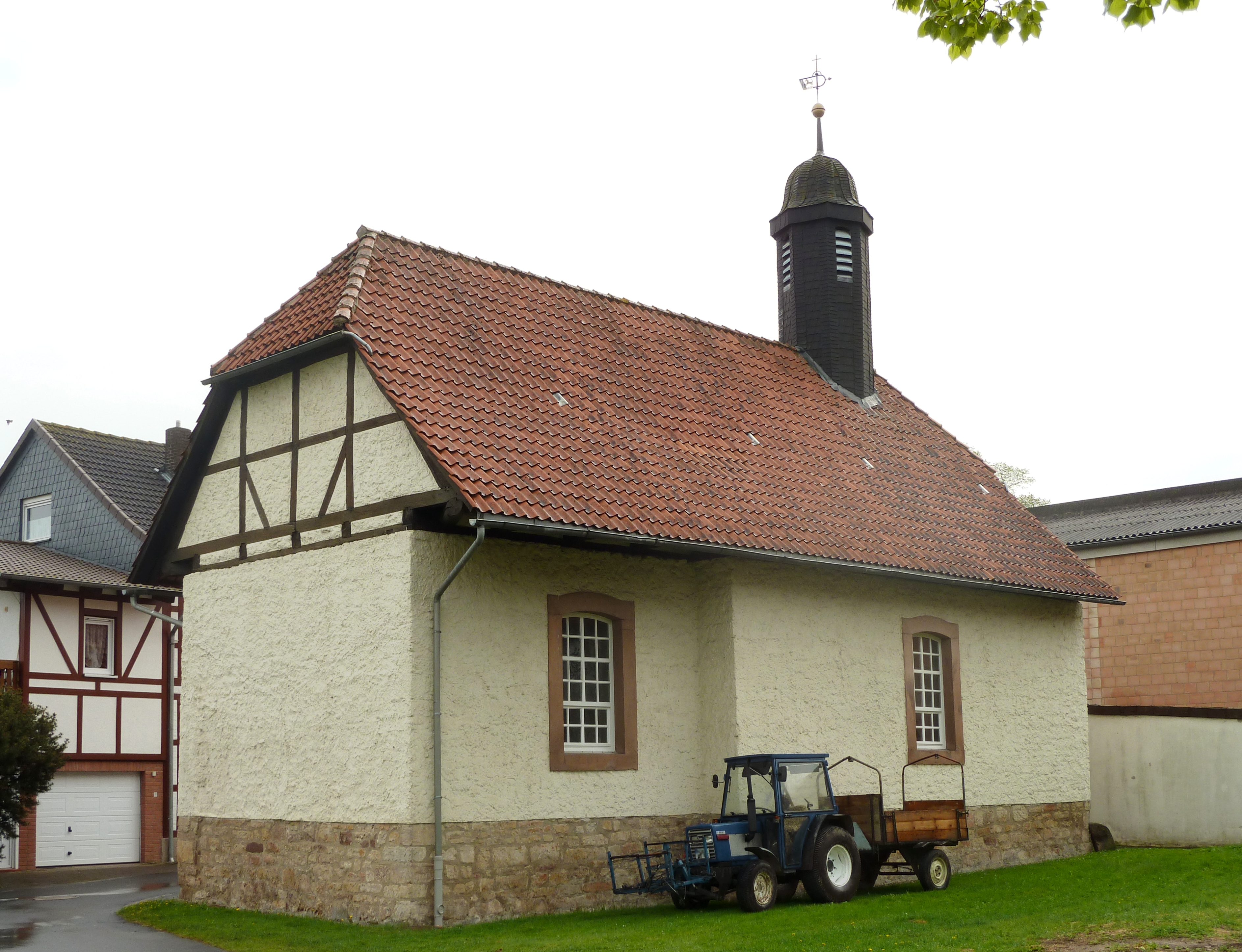
St. Georgskapelle

Die evangelisch-lutherische St.-Georgs-Kapelle steht in Lutterbeck, einem Ortsteil der Stadt Moringen im Landkreis Northeim von Niedersachsen. Die Trinitatis-Kirchengemeinde Leine-Weper in Moringen im Kirchenkreis Leine-Solling im Sprengel Hildesheim-Göttingen der Evangelisch-lutherischen Landeskirche Hannovers ist Rechtsnachfolgerin der Georg-Kapellengemeinde Lutterbeck.

## Beschreibung
Die Kapelle wurde 1736 aus Bruchsteinen erbaut, die verputzt sind. An das Kirchenschiff schließt sich im Osten ein eingezogener Chor an. Sie ist mit einem Krüppelwalmdach bedeckt, aus dem sich im Westen ein schiefergedeckter, achtseitiger Dachreiter erhebt, auf dem eine glockenförmige Haube sitzt.